# Undertitel
Undertitel benämns den sekundära titel på ett verk, exempelvis en bok eller en film, som oftast är mer beskrivande än huvudtiteln.
I publikationer skrivs i regel inte undertiteln på smutssidan, utan förekommer istället, då oftast i mindre stil jämfört med huvudtiteln, på titelsidan.
Exempel:
- Per Åhlins film "Hundhotellet" har undertiteln "En mystisk historia".
- Fredrik Lindströms bok "Jordens smartaste ord" har undertiteln "Språkliga gåtor och mänskliga tänk".